# 크리스티 야마구치
크리스틴 쓰야 야마구치(Kristine Tsuya "Kristi" Yamaguchi, 1971년 7월 12일 ~ )는 미국의 여자 피겨 스케이팅 선수이다.

## 선수 경력
일본계로 캘리포니아주 출신이다. 1986년 미국 주니어 피겨 선수권 대회 페어 부문에서 우승하며 그 이름을 알렸고, 1988년 세계 주니어 선수권 대회에서도 우승하였다. 그 후 싱글로 전향, 1991년 세계 피겨 선수권 대회에서 우승하였다. 이어 1992년 동계 올림픽에서 동양계로는 처음으로 피겨 스케이팅에서 금메달을 땄다. 그 후 프로 무대에서 활동했다. 2000년 NHL에서 활동하는 아이스하키 선수인 브렛 헤디컨과 결혼하였다.
현재 올웨이즈드림재단의 대표이다.

## 참조
- 공식사이트 : https://web.archive.org/web/20160304173440/http://kristiyamaguchi.com/